# ویلیام دمچاک
ویلیام دمچاک (انگلیسی: William S. Demchak) (زاده ۱۹۶۳) کارآفرین، حسابدار، بانکدار و مدیر ارشد اجرایی آمریکایی است، که در حال حاضر به‌عنوان مدیر عامل اجرایی بانک پی‌ان‌سی فعالیت می‌کند.